# 王僧虔
王僧虔（425年—485年8月5日），瑯邪臨沂（今山东省临沂市北）人，刘宋和南齐时的官员、書法家。王导玄孙，王昙首之子。

## 生平
王僧虔為人寬大忠厚，而且擅長隸書，二十歲時宋文帝在看過他寫在扇上的字後就說他不但書法比王獻之優勝，連品格也超過獻之。僧虔先後擔任秘書郎、太子舍人、義陽王文學、太子洗馬及司徒左西屬。任官期間他少去交接他人，就與袁淑和謝莊交好。元嘉三十年（453年），僧虔兄王僧綽因被揭發曾參與文帝意圖改立太子的事，而遭弒父篡位的劉劭殺害。親友們都勸他出逃避難，但他卻認為兄長不但對國家忠貞，亦代替早亡的父親撫育自己，若最終遭到牽連而同死反是好事。
最終僧虔沒有被波及，而劉劭亦遭以武陵王劉駿為首的起義軍推翻。劉駿隨後即位為宋孝武帝，以僧虔為武陵太守，後來歷任中書郎、黃門郎、太子中庶子；復又出任豫章王劉子尚的撫軍長史、散騎常侍；新安王劉子鸞的北中郎長史兼南東海太守，行南徐州事，後又調任豫章太守，回朝任侍中後又調為御史中丞，領驍騎將軍，又復任侍中，領屯騎校尉。
宋明帝泰始年間，王僧虔出任輔國將軍、吳興太守，秩中二千石；後又以將軍及中二千石品秩調任會稽太守，任內剛好遇上請假回郡的中書舍人阮佃夫。阮佃夫是明帝倖臣，故當時就有人勸僧虔禮待佃夫，但僧虔不肯。佃夫知道後，回朝後即向明帝進讒言，指令御史中丞孫夐彈劾他於吳興太守任內行為不當，令僧虔被免官。後僧虔白衣兼侍中，出監吳郡太守，又轉任使持節都督湘州諸軍事、建武將軍，行湘州事。及後更轉輔國將軍、湘州刺史。
僧虔在湘州為政以寬厚恩惠著稱，並因當時有大量來自巴峽地區的流民聚居於湘州，僧虔上表將益陽縣、羅縣及湘西縣緣江流民居住點一帶區域割出，新建湘陰縣以作管理。此建議得朝廷採納並在元徽二年（474年）實行。
及後僧虔入朝為吏部尚書，不久加散騎常侍。元徵四年十月辛酉日（476年11月7日）轉任尚書右僕射。昇明元年（477年），任尚書左僕射蕭道成擁立宋順帝，並以司空、錄尚書事身份輔政，僧虔遂獲改授尚書僕射。同年末，司徒袁粲、尚書令劉秉等人響應荊州刺史沈攸之起兵反對蕭道成專權，卻被蕭道成勢力所平定，以僧虔為中書令、尚書左僕射。
昇明二年庚辰日，王僧虔進位尚書令。這期間他以朝廷禮樂之事多未跟從傳統經典，而民間更有自造新式音樂之風，遂上表認為不能容讓朝廷和民間荒廢傳統禮樂，應命有司徵集散佚，將現存闕漏的加以補綴，並以高位厚祿獎賞保全舊有禮樂者，以利民間恢復禮樂文化。此建議獲蕭道成採納。
建元元年（479年），蕭道成篡宋建齊，王僧虔轉任侍中、撫軍將軍、丹陽尹。建元二年（480年）因不肯接受進位左衞將軍而改任左光祿大夫，仍兼侍中及丹陽尹。其時丹陽郡中各監獄都會用湯藥以治病為名私自處死囚犯，王僧虔遂上言請求糾正，並得接納。他認為湯藥應該是用來救人而不是執行私刑的工具，若囚犯本身罪証確鐅，就該等待朝廷正式定刑，即使認為要速速處死也應該先向朝廷報告。他建議丹陽縣的監獄如有囚犯患病需先向郡府報告，並且在診治時由主管及醫者一同進行，偏遠郡縣也應讓囚犯家人先行探視再行診治。
建元二年冬，王僧虔調任侍中、持節都督湘州諸軍事、征南將軍、湘州刺史。在州治簡無欲，也沒有營私產，當地亦很安寧。
建元四年（482年）九月辛未日，即位不久的齊武帝以其為左光祿大夫、開府儀同三司，但其以侄王儉已任尚書令，自己若再任開府儀同三司將令其王氏一脈權勢過大，遂不肯接受。齊武帝遂改授僧虔為侍中、特進、左光祿大夫。
永明三年（485年）逝世，時年六十。追贈司空，侍中如故。諡號為簡穆。著有《戒子書》、《論書》、《筆意贊》、《書賦》。在《筆意贊》中提出“書之妙道，神彩為上”之論。

## 性格特徵
- 王僧虔以書法聞名，唐人張懷瓘在《書斷》中評其隸書及行書為「妙品」，草書則為「能品」。但在宋孝武帝在位時，因為孝武帝想獲取擅長書法的名聲而弄得王僧虔要故他迴避，甚至後來更用起禿脫的毛筆把字故意寫差，方得孝武帝接受，讓他當起兩個出任外藩的愛子之長史[4][5]。而後來已為帝的蕭道成與王僧虔比拼書法，寫好後就問僧虔哪人才是第一，僧虔就答：「臣書第一，陛下亦第一。」道成卻笑道他很懂為自己籌謀[6]。
- 王僧虔父親王曇首有次和兄弟集舉行家族聚會，都帶著大家的子孫去，當時王僧虔才數歲，比他年長兩歲的王弘兒子王僧達在聚會中在地上跳躍嬉戲，但僧虔卻自己端正坐著，收集燭淚拼砌鳳凰，伯父王弘見狀就說：「此兒終當為長者。」[7]
- 在宋末，朝政已落入蕭道成手中，改朝換代似是即將到臨，當時朝野眾人都有不同想法，但王僧虔及王延之二人分別擔任尚書令及尚書左僕射，卻表現中立，當時有就說他們「二王持平，不送不迎」。[8]

## 家族

### 子女
- 王慈，长子，女儿是南朝齐海陵王萧昭文的皇后王韶明。
- 王志，次子。
- 王楫，三子。
- 王彬，四子。
- 王寂，五子。

### 孙辈
- 王氏，王慈之女，萧锋之妻。
- 王泰，王慈长子。
- 王观，王慈次子。
- 王韶明，王慈次女，萧昭文之妻。
- 王缉，王志长子。
- 王休，王志次子。
- 王諲，王志三子。
- 王操，王志四子。
- 王素，王志幼子。
- 王筠，王楫子。

## 延伸阅读
[在维基数据编辑]
 在维基文库阅读此作者作品
 《南齊書/卷33》，出自萧子显《南齊書》